# Revolta de Mussa ibn Mussa
La Revolta de Mussa ibn Mussa fou una revolta del Mussa ibn Mussa contra l'emir de Còrdova Abd al-Rahman II.

## Antecedents
El 840, l'emir va nomenar als germans Abd allah ibn Kulayb i Amir ibn Kulayb valís de Saraqusta i Tudela, amb l'objectiu de reduir el creixent poder dels Banu Qassi. Abd al-Yabbar ibn Qassi fou expulsat de les seves terres, ti també foren atacades les d'Ènnec I de Pamplona, germà de la seva mare, i les seves pròpies, però finalment l'emir va compensar Mussa fent-lo governador de Tudela.

## La revolta
Després de la Ràtzia de 842, Mussa ibn Mussa ibn Fortun es va rebel·lar contra Abd al-Rahman II per una disputa personal amb al-Mutarrif, fill de l'Emir, per haver-se quedat a seva fortalesa d'Arnedo i no anar personalment a una ràzzia contra Pamplona, enviant al seu fill Furtun, que ni fou rebut per al-Mutarrif. Al seu retorn Còrdova va nomenar valí de la Marca de Saraqusta a Harit ibn Bazí, a qui va enviar conta Mussa.
Harit va vèncer prop de Borja a Mussa, que va escapar a Tudela, fou assetjat i va salvar la vida a canvi del lliurament de la plaça fugint a Arnedo, on va ser novament assetjat per Harit. Mussa va demanar l'ajuda de Garcia I de Pamplona i junts van atacar Harit amb la cavalleria, derrotant-lo a prop de Calahorra i fent-lo presoner.
L'any següent Mussa va concertar l'amnistia amb l'emir i va alliberar els presoners, que es van unir a l'exèrcit musulmà per dur a terme una expedició de càstig contra els navarresos. L'emir va signar després la pau amb Garcia I, però tant aquest com Mussa ibn Musa van trencar els pactes, provocant la més violenta campanya de l'emir cordovès sobre les terres de Pamplona. Mussa va dirigir la cavalleria en la defensa i la batalla va tenir lloc a finals de juliol de 843, amb victòria d'Abd al-Rahman, mentre que Mussa va haver de fugir a peu després d'haver perdut el seu cavall. L'any següent Mussa es va sotmetre a Tudela el fill de l'emir, Muhammad i va prendre part del costat musulmà en una nova campanya contra Pamplona.